# نوکونا هیلز (تگزاس)
نوکونا هیلز (به انگلیسی: Nocona Hills) یک منطقهٔ مسکونی در ایالات متحده آمریکا است که در تگزاس واقع شده‌است. نوکونا هیلز ۶۷۵ نفر جمعیت دارد و ۲۷۷٫۰۷ متر بالاتر از سطح دریا واقع شده‌است.